# Blissful
「Blissful」（ブリスフル）はBE:FIRSTの楽曲。2024年8月12日にB-MEからリリースされた。

## 概要
NTTドコモ「ahamo」のCMソング。
ミュージック・ビデオはアメリカのニューヨークで撮影された。